# Техногенна безпека

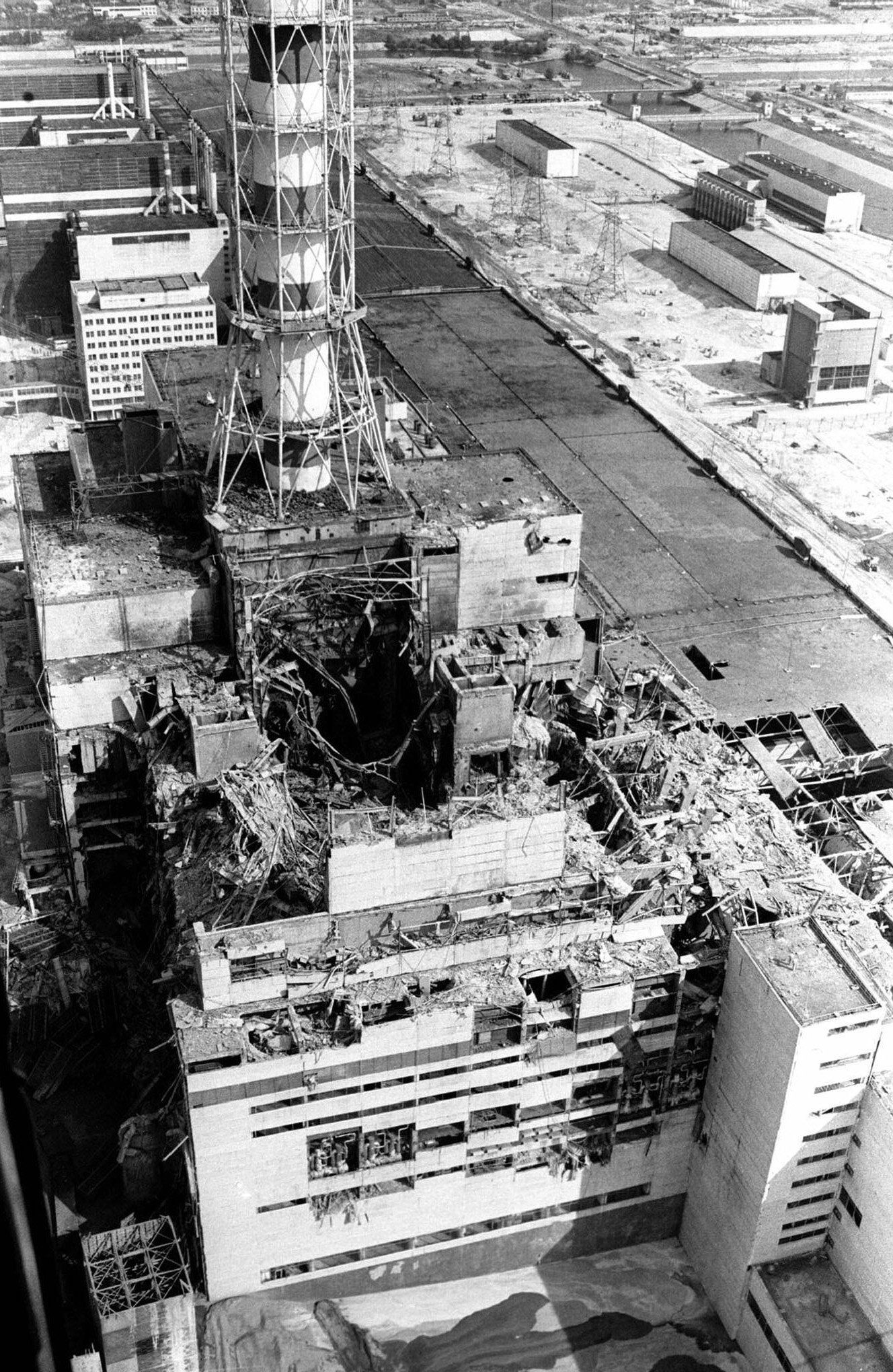
Руйнування на Чорнобильській АЕС

Техногéнна безпéка у праві — стан захищеності населення, території, об'єктів від негативних наслідків надзвичайних ситуацій техногенного характеру.
Українське законодавство визначає: «техногенна безпека — відсутність ризику виникнення аварій та/або катастроф на потенційно небезпечних об'єктах, а також у суб'єктів господарювання, що можуть створити реальну загрозу їх виникнення. Техногенна безпека характеризує стан захисту населення і територій від надзвичайних ситуацій техногенного характеру. Забезпечення техногенної безпеки є особливою (специфічною) функцією захисту населення і територій від надзвичайних ситуацій».
Техногенна безпека — галузь науки, що вивчає питання раціонального використання та відтворення природних ресурсів і охорони біосфери (атмосфери, гідросфери, літосфери) та людини.